# Underneath Your Clothes
«Underneath Your Clothes» (en español: «Debajo de tu ropa») es una canción interpretada por la cantante y compositora colombiana Shakira, incluida en su tercer álbum de estudio, Laundry Service (2001). Fue lanzado el 18 de marzo del 2002 y ha vendido más de siete millones de copias, convirtiéndose en número 1 en más de 40 países, siendo así su tercer sencillo más exitoso detrás de «Whenever, Wherever» y «Hips Don't Lie». Se trata de una canción de amor con letra de Shakira y Lester Méndez, cuenta la historia del amor incondicional que una mujer tiene a su novio, que se hace referencia en las letras hacia Antonio de la Rúa.

## Antecedentes y composición

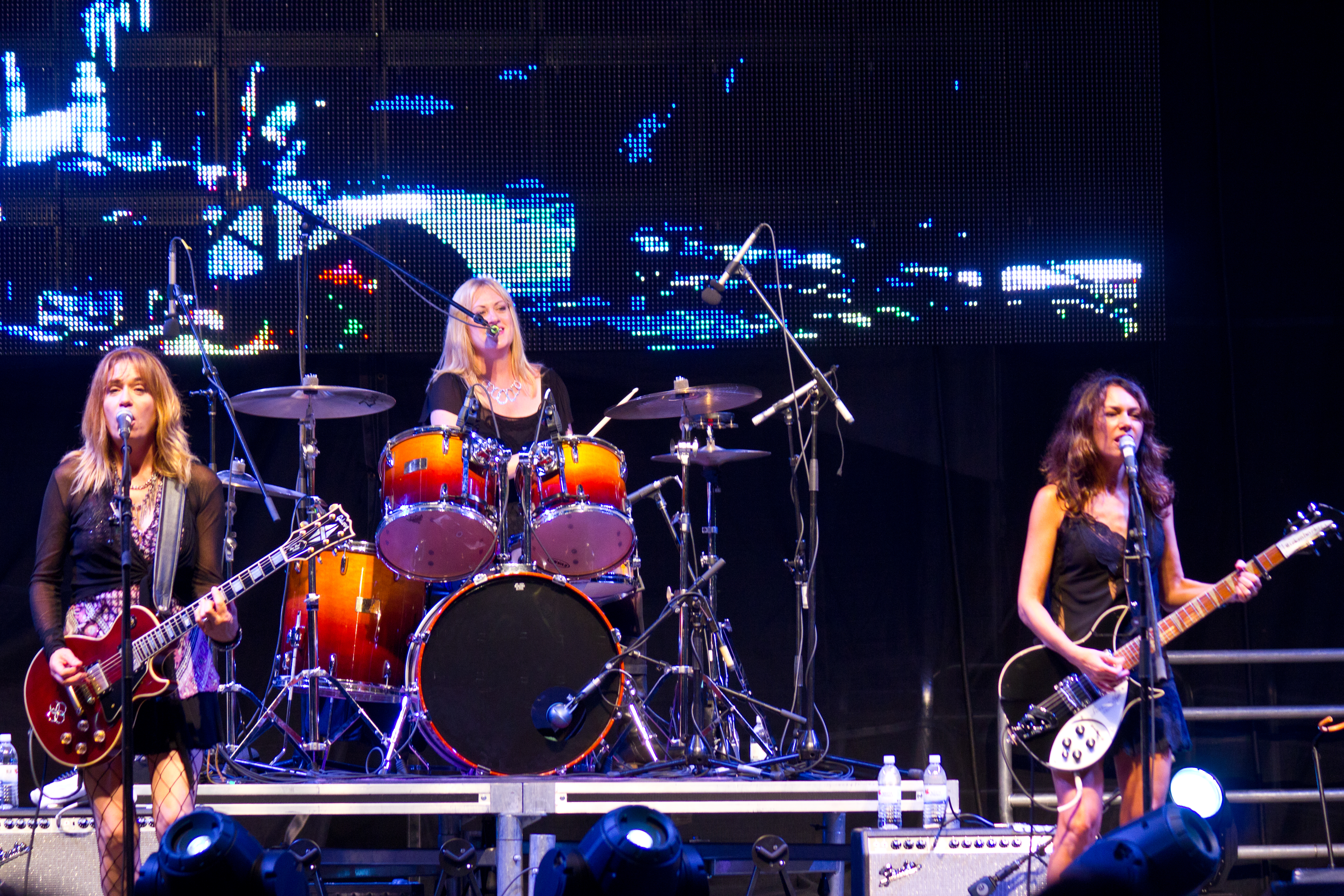
El tema contiene el sample de «Eternal Flames» de The Bangles.

En 1998, Shakira lanzó su segundo álbum de estudio con un gran sello importante, ¿Dónde están los ladrones?, que se convirtió en un gran éxito en América Latina y recibió certificaciones multiplatino en varios países como Argentina, Colombia, Chile, México y España. El álbum de pop latino influenciado por el rock en español generó comparaciones hacia el trabajo de la cantautora canadiense-estadounidense Alanis Morissette, y «abrió las puertas al mercado estadounidense», ya que duró once semanas en el número uno en la lista de Billboard Top Latin Albums. Se convirtió en el primer álbum de Shakira en recibir una certificación de platino por la Recording Industry Association of America (RIAA). Del álbum ¿Dónde están los ladrones? se desprende el sencillo «Ojos así», que fue reconocido como una canción insignia de Shakira.
La cantante estadounidense Gloria Estefan, cuyo esposo Emilio Estefan gestionaba la carrera de Shakira en ese momento, sintió que ella tenía potencial para un crossover en la industria del pop. Sin embargo, Shakira no se sentía cómoda al grabar canciones en inglés, ya que no era su lengua materna, por lo que Estefan se ofreció a traducir «Ojos así» con el fin de mostrarle que «podría traducirse». Shakira entonces comenzó a traducir la canción y respondió «honestamente, no puedo hacer esto mejor». Como Shakira quería tener el control total de sus grabaciones, ella decidió aprender ese idioma para poder escribir sus propias canciones. Queriendo «encontrar una forma de expresar las ideas y sentimientos, historias del día a día en inglés», Shakira compró un diccionario de rimas, comenzó a analizar la letra de canciones de Bob Dylan, la lectura de la poesía y las obras de autores como Leonard Cohen y Walt Whitman y tomó clases con un tutor privado. «Objection (Tango)» se convirtió en la primera canción que Shakira escribió en inglés. Shakira también compuso la letra de versión en español, «Te aviso, te anuncio (Tango)». Luego de esto, la artista bajo el sello Epic Records, publica el 18 de marzo de 2002, el sencillo «Underneath Your Clothes».
«Underneath Your Clothes» está compuesta y producida por la misma Shakira, con Lester Méndez. Musicalmente el tema pertenece a los géneros de pop, soft rock, con influencias de dance pop y adult contemporary. Según Musicnotes.com, la canción está compuesta en la tonalida la bemol mayor, y el rango de voz de la cantante se extiende desde Ab3 hasta C5, con 88 pulsaciones por minuto. Cuenta con instrumentación de viento-metal, influenciada por la banda de rock británica The Beatles. es una oda a la positividad cuando se persigue una relación con una buena persona.

## Vídeo musical
El vídeo musical de «Underneath Your Clothes» fue dirigido por el fotógrafo estadounidense Herb Ritts, de hecho se convirtió en su último trabajo antes de fallecer. Este comienza con una escena en blanco y negro de un reportero preguntándole a Shakira de cómo se siente acerca de su éxito en el mercado internacional de la música, a lo que irónicamente ella le da una respuesta en español. En palabras de la propia artista, decidió que esto apareciera en el vídeo, ya que era el «pan de cada día» que le cuestionaran sobre su crossover, esto en el programa de MTV Making the Video, en el episodio «Underneath Your Clothes».
El vídeo musical ilustra la soledad de la artista cuando se va de gira musical. Entonces, se muestran las escenas de la cantante quien interpreta el tema en vivo con su banda y de manera apasionada abraza a su novio (interpretado por Antonio de la Rúa, quién fuese su pareja sentimental en aquel entonces).

## Recepción de la crítica
"Underneath Your Clothes" aparece en el número 391 en Blender's en Las 500 mejores canciones. Lisa Oliver de Yahoo! La música, dijo que: "Frente a las canciones que tenía en el 2002 tenía una joya por Underneath Your Clothes. Varios jueces dieron una muy buena recepción crítica sobre la canción ya que representaba una gran parte del estilo de Shakira.

## Interpretaciones en directo y versiones de otros artistas

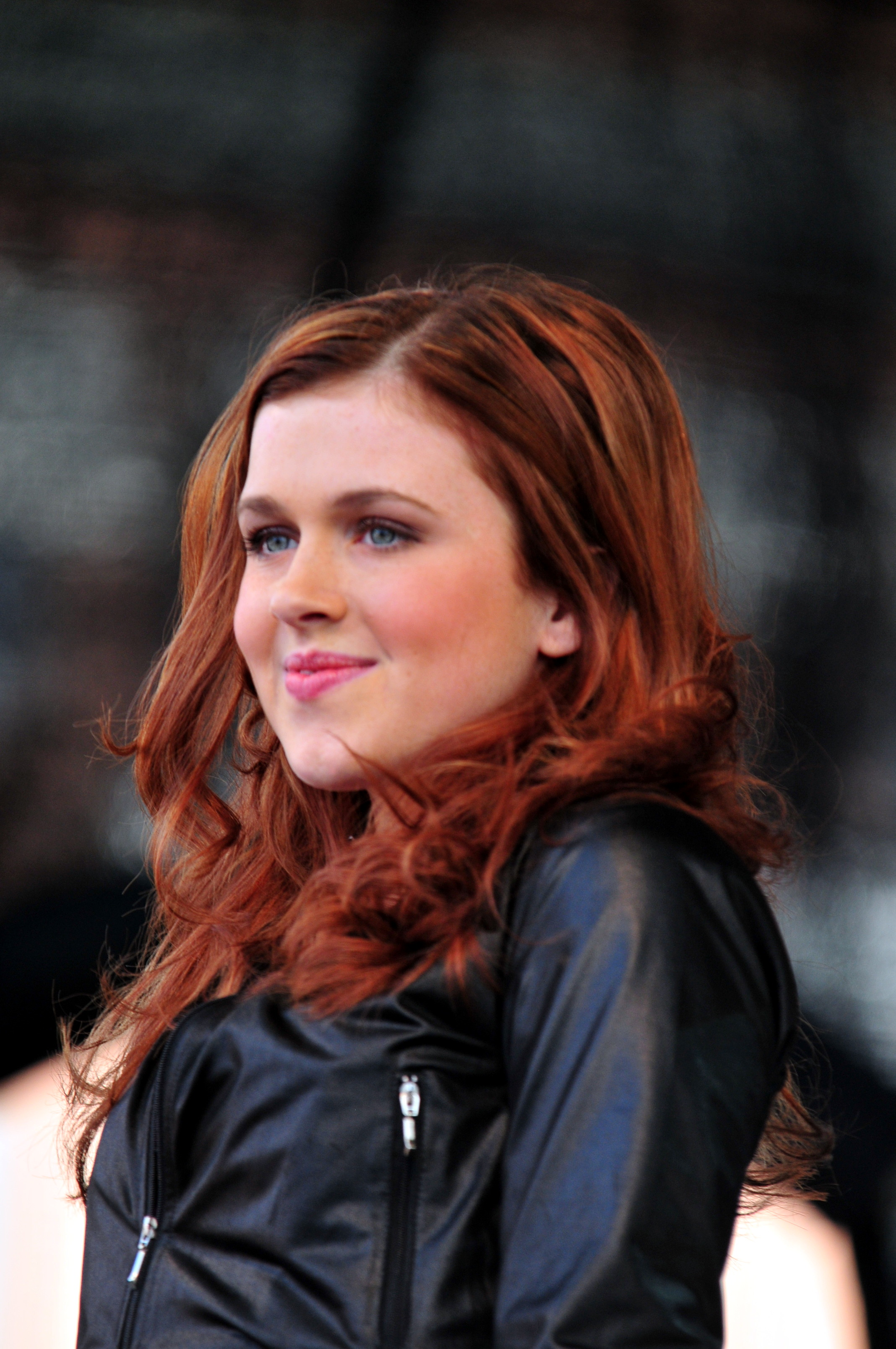
Amy Diamond fue una de las artistas que versionó el tema.

Para promocionar el sencillo, Shakira interpretó el tema en diversos programas de televisión: En CD:UK de Reino Unido en 2002, en Domingo Legal de Brasil, en  Divas Live in Las Vegas de VH1, en el programa estadounidense Late Show with David Letterman, en Total Request Live de MTV, en Party in the Park, entre otros. La edición limitada del álbum, titulado Laundry Service: Washed & dried (2002) presenta una versión acústica de la canción como un bonus track. El tema fue incluido en el álbum en vivo En vivo y en privado, perteneciente a la presentación de la cantante en Róterdam, en el  Tour de la Mangosta (2002-2003). Así también la artista interpretó el tema en el Tour Fijación Oral (2006-2007) y The Sun Comes Out World Tour (2010-2011) sin embargo, la canción no estaba en el lista de canciones de los conciertos en España y América Latina. En el 2018 inició El Dorado World Tour donde la artista lo interpreta con una versión  más moderna.

## Formatos yremixes
| Maxisencillo |                                                    |          |  |
| N.º          | Título                                             | Duración |  |
| 1.           | «Underneath Your Clothes» (versión del álbum)      | 3:44     |  |
| 2.           | «Underneath Your Clothes» (versión acústica)       | 3:55     |  |
| 3.           | «Underneath Your Clothes» (Méndez Club Radio Edit) | 3:24     |  |
| 4.           | «Underneath Your Clothes» (Thunderpuss Club Mix)   | 6:52     |  |
| 5.           | «Underneath Your Clothes» (vídeo)                  | 3:44     |  |

| Disco compacto |                                               |          |  |
| N.º            | Título                                        | Duración |  |
| 1.             | «Underneath Your Clothes» (versión del álbum) | 3:44     |  |
| 2.             | «Underneath Your Clothes» (versión acústica)  | 3:55     |  |

## Listas de popularidad

### Semanales
| País                    | Lista                   | Mejor posición |
| 2002                    | 2002                    | 2002           |
| ----------------------- | ----------------------- | -------------- |
| Alemania                | Media Control Charts    | 2              |
| LITHUANIA               | Radio M-1 Top           | 1              |
| Australia               | ARIA Charts             | 1              |
| Austria                 | Ö3 Austria Top 40       | 1              |
| Bélgica (neerlandófona) | Ultratop 50             | 1              |
| Bélgica (francófona)    | Ultratop 40             | 7              |
| Canadá                  | Canadian Hot 100        | 11             |
| Dinamarca               | Tracklisten             | 4              |
| Estados Unidos          | Billboard Hot 100       | 9              |
| Estados Unidos          | Pop Songs               | 4              |
| Estados Unidos          | Dance Club Play Songs   | 5              |
| Estados Unidos          | Latin Pop Songs         | 40             |
| Estados Unidos          | Adult Pop Songs         | 25             |
| Estados Unidos          | Radio Songs             | 9              |
| Finlandia               | Suomen virallinen lista | 8              |
| Francia                 | SNEP                    | 2              |
| Grecia                  | IFPI                    | 6              |
| Hungría                 | Rádiós Top 40           | 9              |
| Irlanda                 | Chart-Track             | 1              |
| Italia                  | FIMI                    | 3              |
| Noruega                 | VG-lista                | 2              |
| Nueva Zelanda           | Recorded Music NZ       | 2              |
| Países Bajos            | Single Top 100          | 1              |
| Reino Unido             | UK Singles Chart        | 3              |
| Rumania                 | Romanian Top 100        | 8              |
| Suecia                  | Sverigetopplistan       | 3              |
| Suiza                   | Schweizer Hitparade     | 2              |

- Ver lista de predecesores y sucesores

| Predecesor: «I'm Moving On» de Scott Caín | ARIA Charts — Sencillo N.º 1 19 de mayo de 2002                                | Sucesor: «Without Me» de Eminem                  |
| Predecesor: «Without Me» de Eminem        | Ö3 Austria Top 40 — Sencillo N.º 1 13 de julio de 2002                         | Sucesor: «Was Is' Mit Du?» de Professor Kaiser   |
| Predecesor: «Dance With Me» de 112        | Ultratop 50 Flandes — Sencillo N.º 1 29 de junio de 2002 — 3 de agosto de 2002 | Sucesor: «De Pizza Dans» de Dynamite and Robsnob |
| Predecesor: «The Logical Song» de Scooter | Chart-Track — Sencillo N.º 1 27 de julio de 2002 — 17 de agosto de 2002        | Sucesor: «Like a Player» de Mad'House            |
| Predecesor: «Without Me» de Eminem        | Single Top 100 — Sencillo N.º 1 29 de junio de 2002 — 20 de julio de 2002      | Sucesor: «Perdono» de Tiziano Ferro              |

### Certificaciones
| País        | Organismo certificador | Certificación | Simbolización | Ref.   |
| ----------- | ---------------------- | ------------- | ------------- | ------ |
| Alemania    | BVMI                   | Oro           | ●             | [ 49 ] |
| Australia   | ARIA                   | 2× Platino    | 2▲            | [ 50 ] |
| Austria     | IFPI — Austria         | Platino       | ▲             | [ 51 ] |
| Bélgica     | BEA                    | Platino       | ▲             | [ 52 ] |
| Francia     | SNEP                   | Oro           | ●             | [ 53 ] |
| Reino Unido | BPI                    | Oro           | ●             | [ 54 ] |
| Suiza       | IFPI — Suiza           | Platino       | ▲             | [ 55 ] |

### Anuales
| Australia               | ARIA Charts         | 12 |
| Austria                 | Ö3 Austria Top 40   | 7  |
| Bélgica (neerlandófona) | Ultratop 50         | 5  |
| Bélgica (francófona)    | Ultratop 40         | 18 |
| Estados Unidos          | Billboard Hot 100   | 66 |
| Francia                 | SNEP                | 29 |
| Irlanda                 | Chart-Track         | 13 |
| Nueva Zelanda           | Recorded Music NZ   | 14 |
| Reino Unido             | UK Singles Chart    | 41 |
| Suiza                   | Schweizer Hitparade | 4  |

| Alemania     | Media Control Charts | 88 |
| Austria      | Ö3 Austria Top 40    | 44 |
| Países Bajos | Single Top 100       | 72 |